# Elaine Youngs
Elaine Clara Marie Hermenia Youngs (Orange, 14 febbraio 1970) è un'ex giocatrice di beach volley statunitense.

## Palmarès

### Olimpiadi
- 1 medaglia:
  - 1 bronzo (Atene 2004)

### Mondiali
- 1 medaglia:
  - 1 bronzo (Marsiglia 1999)